# Paul Ben-Haim
Paul Ben-Haim of Ben-Chaim, Hebreeuws: בן חיים, פאול, geboren als Paul Frankenburger, (München, 5 juli 1897 - Tel Aviv, 14 januari 1984) was een Duits-Israëlisch componist, muziekpedagoog en dirigent.

## Levensloop
In de Eerste Wereldoorlog deed de componist, toen nog onder zijn geboortenaam Frankenburger, dienst voor de Duitse Reichswehr. Hij studeerde van 1915 tot 1920 aan de Akademie der Tonkunst te München bij Friedrich Klose en Walter Courvoisier (compositie) alsook bij Berthold Kellermann (piano). Aansluitend van 1920 tot 1924 was hij assistent-dirigent van Bruno Walter en Hans Knappertsbusch aan de Bayerische Staatsoper te München.
Van 1924 tot 1931 was hij dirigent in Augsburg. Een vriend, eveneens een Joodse componist, Heinrich Schalit, vroeg hem om motetten en psalmen op Bijbelse teksten te componeren. Toen de nieuwe directeur van de opera in Augsburg, een nazi, hem de opzegging van zijn baan mededeelde, wist hij dat er voor hem in Duitsland geen werk meer was. In 1933 emigreerde hij naar Tel Aviv, Israël, hij veranderde zijn naam naar het Hebreeuws: Ben-Haim (= Haims zoon, naar de voornaam van zijn vader) en leefde daar als freelance-componist en dirigent. Door samenwerking met de zangeres Braha Zefira maakte hij kennis van Joodse en Arabische liederen, wier melodiek, ritmiek en klankkleur zijn composities beïnvloedden. Tot zijn leerlingen behoren Tzvi Avni, Ben-Zion Orgad, Ami Maayani en Noam Sheriff.
Zijn oeuvre omvat twee symfonieën, een piano-, een viool- en een celloconcert en verdere orkestwerken, kamer- en koormuziek, oratoria, liturgische werken en liederen.

## Compositie (selectie)

### Werken voor orkest
- 1931 Concerto Grosso
- 1931 Pan Symphonic poem
- 1935 Pastorale Variée voor klarinet solo, harp en strijkorkest, opus 31b
- 1940 Symfonie No. 1
- 1942 Evocation (Yizkor) poeme voor viool en Strijkorkest, opus 32
- 1945 Symfonie No. 2 opus 36
- 1947 Concerto for Strings opus 40
- 1949 Concerto for piano and orchestra
  1. Vision
  2. Voices in the night
  3. Dance
- 1950 Fanfare for Israel (Teruah Le'Israel)
- 1951 From Israel voor kamerorkest
- 1952 Three Songs without Words voor orkest
- 1953 Sweet Psalmist of Israel symfonische fragmenten voor harp, klavecimbel en orkest
  1. David Before Saul - Largo
  2. Invocation - Molto Calmato E Con Divozione Profunda
  3. A Song Of Degrees - Con Moto Solenne
  4. Vivo-Pesante-Molto Allargando-Animando
- 1956 Music for Strings voor strijkorkest
- 1956 HaTikvah
- 1958 To the chief Musician
- 1960 Capriccio voor piano en kamerorkest
- 1960 Dance & Invocation
- 1960 Concert voor viool en orkest
  1. Allegro
  2. Andante affettuoso
  3. Vivo
- 1961 Interpretation of Bach's Choral Prelude "Vor deinen Thron"
- 1962 Concerto voor cello en kamerorkest
- 1963 Concerto voor piano
- 1965 The Eternal Theme voor strijkorkest
- 1968 Symphonic Metamorphosis on Bach Chorale "Wer nur den lieben Gott lasst walten" voor strijkorkest
- 1969 Sonata voor twee mondolines, gitaar, klavecimbel, harp en strijkorkest
- 1971 Rhapsodie voor piano en strijkorkest
- 1972 Divertimento concertante voor fluit en kamerensemble'
- Serenade voor kamerorkest
  1. Con Moto Moderato, Quasi Allegre
  2. Tranquillamente Impronisando
  3. Andantino Commode E Cantabile
- Suite "From Israel"
  1. Prologue
  2. Song of Songs
  3. Yemenite Melody
  4. Siesta
  5. Celebration

### Cantates, oratoria
- 1933 Yoram oratorium voor sopraan, tenor, bariton, bass, gemengd koor en strijkorkest - tekst: R. Borchardt
- 1946 Ma Tovu (Morning Prayer) vanuit de Liturgical Cantata voor bariton, gemengd koor en kamerorkest
- 1950 Liturgical Cantata voor bariton, gemengd koor en kamerorkest - tekst: uit de Psalmen
- 1959 The visions of a prophet - (O Ye Dry Bones) cantate voor tenor, gemengd koor en strijkorkest - tekst: Ezekiel

### Werken voor koor
- 1929 Psalm CXXVI voor 8-st. mannenkoor
- 1951 Eso Eynay, I'll Lift Up Mine Eyes motet voor gemengd koor - tekst: Psalm 121, v. 8,
- 1957 Sing, o Barren motet voor sopraan-, alt-, tenor-, tenor-, bariton-, bas solo, gemengd koor in vier bewegingen - tekst: (Isaiah, 54)
- 1958 Yefeh Nof voor gemengd koor - tekst: Yehudah Halevi
- Candle Blessing, Hashkivenu voor gemengd koor
- Hitragut voor gemengd koor
- Six Sephardic Folksongs voor gemengd koor - vanuit Yitzhak Levi's "Book of Romances and Folksongs of the Sephardi Jews"
  1. Avre Este Abajour
  2. En El Vergel
  3. La Rosa enflorece
  4. Puncha, puncha
  5. Tres Hermanicas Eran
  6. Yo M'enamori

### Vocaalmuziek met orkest of instrumenten
- 1915 Dein Antlitz... voor sopraan en piano - tekst: Hugo von Hofmannsthal
- 1915 Vorfrühling voor sopraan en piano - tekst: Hugo von Hofmannsthal
- 1920 Der Morgen war von Dir erfüllt voor sopraan en piano - tekst: Christian Morgenstern
- 1920 Es ist Nacht voor sopraan en piano - tekst: Christian Morgenstern
- 1920 Hochsommernacht voor sopraan en piano - tekst: Christian Morgenstern
- 1922 Japanischer Frühling voor sopraan en piano - tekst: Hans Bethge
  1. Die schöne Nuna
  2. Trübes Lied
  3. Vertrauen
- 1938 Ani Havatzelet Hasharon (Cantique des cantiques) voor sopraan en piano
- 1939 Akara voor sopraan en piano - tekst: Rachel Blubstein
- 1939 Hitragut - Calm voor sopraan en piano - tekst: Yehuda Karni
- 1940 Hakhnissini voor sopraan en piano - tekst: Haim Nahman Bialik
- 1941-1945/1970Melodies after Hebrew Folklore voor alt en piano of kamerorkest
  1. Kumi Tse I - tekst: Haim Nahman Bialik
  2. Tiyelu Kichvassim - tekst: Mordechai Tabib
  3. Ani tsameh - tekst: Shalom Shabasi
- 1943 Shirei Yeladim pour voix et piano, opus 35 - tekst: Miriam Yallan Stekeles
- 1952 Shirim lelo milim voor sopraan en piano - tekst: Haim Nahman Bialik
- 1956 A Star Fell Down - (Kochav Nafal) voor contraalt en piano - tekst: Matti Katz
  1. Lo Utsvah Da'ati
  2. Kochav Nafal
  3. Im Bo Shemesh
- 1956 Melodie arabe d'apres une priere voor sopraan en piano
- 1957 The barren women voor sopraan en piano
- 1965 At Bein Atzei Eden voor sopraan en piano - tekst: Yehuda Halevi
- Children Songs, opus 35 - tekst: Miriam Shtekelis
  1. My Doll
  2. The Rain
  3. The clock is tired
  4. Wind, wind
  5. Calm
- May your Table ever be prepared pour voix et piano - tekst: Anda Pinkerfeld-Amir
- Psalm XXIII voor contraalt en orkest

### Kamermuziek
- 1921 Pianokwartet
- 1927 Strijktrio
- 1937 Strijkkwartet op. 21
- 1939 Variations on a Hebrew Melody voor piano, viool en cello, opus 22
- 1939 Improvisation and Dance voor viool en piano, opus 30
- 1941/1965 Quintet voor klarinet en strijkkwartet, opus 31a
- 1945 Pastorale Variée voor klarinet en piano, opus 31b
- 1951 Sonate in G-gr.t. voor viool solo
- 1952 Serenade voor fluit, viool, alt-viool en cello
- 1952 Songs without words voor cello en piano
  1. Ariozo - Pitiless heat in the bare Judean hills
  2. Ballad - Old story teller
  3. Sepharadi melody
  4. Shelter me under your wing
- 1959 Poem voor harp
- 1962 Canzona voor cello en piano
- 1977 Music for cello
  1. Moderato
  2. Rather fast, lively
  3. Blow
- Arabic Song voor viool en piano
- Berceuse sefaradite voor viool en piano
- Chamber music

### Werken voor orgel
- Prelude pour orgue
- Calmo (Hitragut) pour orgue

### Werken voor piano
- 1933 Suite No. 1 opus 20a
  1. Allgero
  2. Tempo di Marcia
  3. Andante
  4. Allegro
- 1935 Nocturne op. 20
- 1936 Suite No. 2 opus 20b
  1. Pastorale
  2. Scherzo
  3. Pastorale
- 1939 Sephardic Lullaby
- 1943 Vijf pianostukken opus 34
  1. Pastorale
  2. Intermezzo
  3. Capriccio agitato
  4. Canzonetta
  5. Toccata
- 1946 Sonatine voor piano opus 38
- 1948 Album for the young negen stukken voor piano
- 1950 Melodie en variaties opus 42
- 1950 Chamsin (Desert wind) voor piano solo
- 1954 Sonate voor piano opus 49 (opgedragen aan: Menahem Pressler)
- 1957 Music for the Piano opus 53
  1. Dedication
  2. Melody
  3. Rhythm
  4. Movement
  5. Epilogue
- 1967 Music for Piano opus 67

### Filmmuziek
- 1955 Hill 24 Doesn't Answer